# Saubrunnenbach (Jagst)
Der Saubrunnenbach oder seltener Mittelbach ist ein nicht ganz 4 km langer Bach im Ostalbkreis im östlichen Baden-Württemberg, der zwischen dem Dorf Schwabsberg und dem Weiler Saverwang der Gemeinde Rainau von rechts und Nordosten in die obere Jagst mündet.

## Geographie

### Verlauf
Die Quelle des Saubrunnenbaches entspringt inmitten eines Feldes an der Südwestseite der Röhlinger Straße gegenüber dem Industriegebiet Neunheim auf etwa 496 m ü. NHN. Sein grün bewachsener Oberlaufgraben zieht von dort an gut 150 Meter nach Südosten und biegt dann nach rechts auf beständigen Südwestlauf. In sich nun eingrabender Grünlandmulde passiert er auf knapp 480 m ü. NHN am Zulauf einer kleinen Talmulde von rechts einen 0,2 ha großen Weiher an seiner rechten Seite. Danach rückt die Gemeindegrenze von Rainau nahe an die linke, und der Abfluss der zwei kleinen Gentnerweiher, zusammen unter 0,1 ha groß, die in einer weiteren von rechts zulaufenden kleinen Talmulde im Gewann Saubrunnen auf etwa 490–485 m ü. NHN liegen, speist den Saubrunnenbach.
Nach fast 1,5 km Lauf betritt er ein großes Waldgebiet, zu dem der Goldrain rechts und der Wagenhart links gehören. Dort liegt bald ein weiterer, 0,1 ha großer Teich nun links am Lauf auf 460,1 m ü. NHN. Nach gut der Hälfte des Laufs öffnet sich im Wald eine langgezogene Wiesenaue des Namens Mittelbach, nun ganz auf Rainauer Gemeindegemarkung, die der Bach teils verdolt und meist an den Rändern durchzieht. Nachdem er den Damm der K 3319 Dalkingen–Ellwangen unterquert hat, endet der Wald auf dem niedrigeren rechten Hang, während den höheren linken Sporn Burgholz hinauf weiterhin Bäume stehen. Einen halben Kilometer weiter abwärts unterquert der Saubrunnenbach die B 290 am Rand der ganz offenen Jagst-Aue. Nachdem er diese in sehr flachem Lauf gequert hat, mündet er etwa 300 Meter weiter von rechts und Nordosten auf etwa 435 m ü. NHN zwischen den Rainauer Ortschaften Schwabsberg und Saverwang am Gewann Am Saubrunnenbach in die hier kurzzeitig sehr mäandrierende obere Jagst.
Der Saubrunnenbach ist 3,8 km lang, mündet etwa 63 Höhenmeter unterhalb seiner Quelle und hat ein mittleres Sohlgefälle von etwa 17 ‰. Er hat außer den oben erwähnten kurzen keine Zuflüsse von Bedeutung.

### Einzugsgebiet
Der Saubrunnenbach entwässert ein Gebiet von 3,2 km² Größe, das mit seinem nordöstlichen Teil auf den Pfahlheim-Rattstädter Liasplatten liegt, einem Unternaturraum des Vorlandes der östlichen Schwäbischen Alb, während der mündungsnahe südwestlich dem Unterraum Ellwanger Berge der Schwäbisch-Fränkischen Waldberge zugerechnet wird. Die Naturraumgrenze folgt der Schichtgrenze zwischen dem verebnungsbildenden Schwarzjura auf der Höhe und dem Oberen, zuletzt wohl auch Mittleren Keuper, die im Tal und in der Jagstaue angeschnitten sind, in welchem eine breite quartäre Schwemmaue abgelagert ist.
Konkurrenten sind im Nordwesten jenseits des Goldrains der flussabwärts nächste rechte Jagst-Zufluss Goldrainbach, auf der Wasserscheide zu welchem auf einer niedrigen Hochebenenkuppe beim Wasserturm am  Wagnershof der mit 519,7 m ü. NHN höchste Punkt liegt; im Nordosten und Osten der Hirschbach, der weiter oben über die Röhlinger Sechta in diese entwässert; sowie im Südosten und Süden jenseits des Wagenharts der letzte rechte Jagstzufluss Auerbach.
Die Hochebene ist völlig waldfrei und wird überwiegend beackert. Die Hänge des Tals sind bewaldet, die Jagstaue ist wieder offen, hier gibt es mehr Wiesen als oben. Der Lauf ist völlig siedlungsfrei. Am Nordrand erstrecken sich die bebaute Flächen von Neunheim und des anschließenden Industriegebiets Neunheim ins Einzugsgebiet, die wie dessen ganzer Norden in den Stadtgrenze von Ellwangen lieǵen, während dessen Süden der Gemeinde Rainau angehört, beide im Ostalbkreis.

### LUBW
Amtliche Online-Gewässerkarte mit passendem Ausschnitt und den hier benutzten Layern: Lauf und Einzugsgebiet des Saubrunnenbachs

Allgemeiner Einstieg ohne Voreinstellungen und Layer: Daten- und Kartendienst der Landesanstalt für Umwelt Baden-Württemberg (LUBW) (Hinweise)
1. 1 2 3 4  Höhe nach dem Höhenlinienbild auf dem Hintergrundlayer Topographische Karte.
2. ↑  Länge nach dem Layer Gewässernetz (AWGN).
3. ↑  Einzugsgebiet nach dem Layer Basiseinzugsgebiet (AWGN).
4. ↑  Name, der auf dem Hintergrundlayer Topographische Karte eingetragen ist, auch auf anderen Karten fast ausschließlich vorkommt, dazu in amtlichen bezugnehmenden Texten.
5. ↑  Name nach den Layern Gewässernetz (AWGN) und Gewässername. Sonst nur einmal und nur als Unterlaufname auf einem Ortsplan von Rainau angetroffen.
6. 1 2 3  Seefläche nach dem Layer Stehende Gewässer.
7. 1 2  Höhe nach schwarzer Beschriftung auf dem Hintergrundlayer Topographische Karte.

### Andere Belege
1. ↑  Modellierte Werte nach Abfluss-BW Gewässerknoten MQ/MNQ
2. ↑  Hansjörg Dongus: Geographische Landesaufnahme: Die naturräumlichen Einheiten auf Blatt 171 Göppingen. Bundesanstalt für Landeskunde, Bad Godesberg 1961. → Online-Karte (PDF; 4,3 MB)
3. ↑  Geologie grob nach: Mapserver des Landesamtes für Geologie, Rohstoffe und Bergbau (LGRB) (Hinweise)